# Райчъс Брадърс
Райчъс Брадърс (на английски: The Righteous Brothers) е поп и соул вокален дует, основан от Бил Медли и Боби Хатфийлд в Лос Анджелис, Съединените американски щати през 1962 г.
Те издават нови записи до средата на 1970-те години, а след това продължават с прекъсвания да правят концерти до смъртта на Хатфийлд през 2003 г. Сред най-известните им песни е Unchained Melody.